# 圣母领报教堂 (哈尔滨)

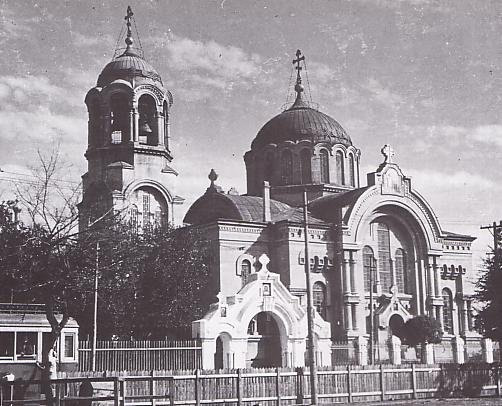
哈尔滨圣母领报教堂

圣母领报教堂（俄文: Благовещенский храм в Харбине；英文: Holy Annunciation Church in Harbin）又称哈尔滨布拉格维音斯卡娅教堂是历史上俄国侨民在中国哈尔滨兴建的一座大型东正教教堂，原址坐落在埠头区警察街41号（今道里区友谊路33号）。此教堂曾经过三次重大改建，最终在文化大革命期间被毁。

## 教堂历史
第一座圣母领报教堂最初兴建于1900年4月6日，地基濒临松花江，由沙皇俄罗斯的财政部、哈尔滨中东铁路局与北京东正教 英诺肯提乙主教共同主持。当时有大批修筑中东铁路的俄国人聚居在江岸。1903年5月第一座圣母领报教堂落成，这是一座木结构建筑，于俄历之天使加百列向圣母报喜节日举行祝圣，故称圣母领报教堂。该教堂是北京东正教总会驻哈尔滨代表驻地。1905年，木造教堂旁建立一座木造医院，收容日俄战争中受伤的俄籍将士。
修建第二座圣母领报教堂（石结构）的决定于1907年作出。这一计划遭遇了资金和洪水泛滥等许多困难，一再搁浅。直到11年后，1918年俄历2月9日，一场大火将木结构的第一座圣母领报教堂焚烧殆尽。利用保险公司赔偿与北京东正教会的拨款，加上林业公司与铁路公司捐助廉价木材，1919年3月22日，第二座圣母领报教堂落成。其有一座钟楼与五座洋葱式塔楼。）   
1929年，第二座圣母领报教堂出现裂缝，加上俄侨在哈尔滨人数增加，于是决定于第二座圣母报喜教堂对面修建第三座圣母领报教堂。1930年9月14日，新教堂举行奠基仪式，钢筋水泥结构，设计者为图斯塔诺夫斯基。同年松花江大水而停工两年 (1932-1934)；1934年，基本工程结束；1935年开始修建圆顶与钟楼，1936年，建造圆顶上之十字架。第三座圣母领报教堂的建造时间长达10年，1940年9月14日终于举行竣工祝圣仪式。该教堂为拜占廷式风格，可容纳1200人祈祷。
1958年，教堂被迫关闭。1966年，教堂被改为马戏团学校。1970年，第二座与第三座圣母报喜教堂被拆除，第三座圣母报喜教堂的梁柱被用做教堂遗址上较建立的中央大街友谊路之哈尔滨市建筑设计院的内部结构，至今仍可看到教堂圆顶的弯形梁柱的遗迹。

## 历任掌院神父
- 1903 - 1905年，首任掌院修士司祭 列昂提，也就是后来的西蒙•维诺格拉多夫大主教 [Симон (Виноградов)； Simon (Vinogradov) ] (1876-1933)，第十九届俄罗斯驻华东正教传教团团长。[3]
- 1905年 - 1916年，第二任掌院修士司祭 年基奥尼西。
- 1916年 - 1919年，第三任掌院修士司祭 赫里斯托福尔。
- 1919年 - 1927年，第四任掌院大司祭 亚历山大•沙巴基克。
- 1927年 - 1946年，第五任掌院 梅列基 [Мелетий (Заборовский)1868-1946]，哈尔滨东正教第二任主教。
- 第六任掌院大司祭 阿里斯塔尔。
- 第七任掌院修士大司祭 波里卡尔普。
- 第八任掌院大司祭 达尼伊尔•何海林神父(1895-1956)，曾任哈尔滨东正教委员会会长 (中华人民共和国承认)，其墓园位于皇山东正教墓园至今仍在。[4]
- 第九任掌院司祭安托尼•姚宝顺神父(中华人民共和国承认) 其出生北京，是北京东正教姚福安主教的侄子，他在文化大革命期间被红卫兵批斗。[5]